# Hemibracon transiens
Hemibracon transiens är en stekelart som först beskrevs av Szepligeti 1904.  Hemibracon transiens ingår i släktet Hemibracon och familjen bracksteklar. Inga underarter finns listade i Catalogue of Life.